# Sainte-Geneviève Sports
Thể thao bóng đá Pháp là một câu lạc bộ bóng đá Pháp có trụ sở tại Sainte-Geneviève-des-Bois (Essonne). Nó được thành lập vào năm 1936. Họ chơi ở Stade Léo Lagrange. Màu sắc của câu lạc bộ là đỏ và trắng.
Một trong những cầu thủ đáng chú ý nhất của họ là Bilel Mohsni, người đã được Paul Sturrock ký hợp đồng với Southend United trước khi bị đội bóng Championship Ipswich Town giành lấy.